# Arthur Valerian Wellesley, 8. hertug af Wellington
Arthur Valerian Wellesley, 8. hertug af Wellington (født 2. juli 1915 i Rom, død 31. december 2014) var en britisk højadelig, pensioneret brigadegeneral i den britiske hær. Han mistede sit medlemskab af Overhuset ved valget i 1999, som foregik efter de nye regler i House of Lords Act 1999.
Ud over sine britiske æresbevisninger havde han ved arv titlen 8. prins af Waterloo og en hertugtitel i Portugal og en i Spanien, som fulgte med Wellington-titlen. Den spanske er blevet overført til en søn i 2010. Alle titler blev oprindelig tildelt Arthur Wellesley, 1. hertug af Wellington for hans sejre i bl.a. Slaget ved Waterloo.
Wellington blev ansat i den britiske hær som sekondløjtnant i 1940. Han gjorde tjeneste i anden verdenskrig i Royal Horse Guards som løjtnant, i hvilket tidsrum han blev tildelt Military Cross. Han blev udnævnt som kaptajn i juli 1946, major i juli 1951 og oberstløjtnant i december 1954, hvor han fik kommandoen over sit regiment. Efter tjeneste på Cypern i 1957 blev han udmærket med OBE i 1958. Efter forfremmelse til oberst i januar 1960, gjorde han tjeneste i den britiske hær i Vesttyskland, hvorefter han blev attaché i Spanien i 1964. Han blev pensioneret fra hæren i januar 1968 med den honorære rang af brigadegeneral.

## Efterkommere
Arthur Valerian Wellesley var gift med Diana Ruth McConnel (1921–2010). 
Parret fik fem børn:
- Charles Wellesley, 9. hertug af Wellington (født 1945), gift med Prinsesse Antonia, hertuginde af Wellington (født 1955)
- Lord Richard Gerald Wellesley (født 1949)
- Lady (Caroline) Jane Wellesley (født 1951)
- Lord John Henry Wellesley (født 1954)
- Lord James Christopher Douglas Wellesley (født 1964)

1. ↑  Navnet er anført på engelsk og stammer fra Wikidata hvor navnet endnu ikke findes på dansk.
2. ↑  Navnet er anført på svensk og stammer fra Wikidata hvor navnet endnu ikke findes på dansk.